# Misticismo quântico
Misticismo quântico é um conjunto de crenças metafísicas pseudocientíficas e práticas charlatãs associadas. Essas crenças tentam relacionar consciência, inteligência e visões de mundo místicas e religiosas com os princípios da mecânica quântica e suas interpretações. O misticismo quântico é um exemplo de mau uso dos conceitos científicos por fazer interpretações distorcidas e equivocadas da mecânica quântica, por isso que é considerado por cientistas, filósofos e uma parte da sociedade como uma pseudociência.

## A mecânica quântica e suas diversas interpretações
O desenvolvimento da mecânica quântica ao longo do século XX fomentou muitos debates relacionados às diversas interpretações dos seus princípios, como o da dualidade onda-corpúsculo e o efeito do observador. No meio acadêmico, interpretações vão das mais tradicionais, como a de Copenhagen, até aquelas que propõem múltiplos universos. Entretanto, surgiram paralelas ao meio interpretações de teor altamente esotérico, as quais tentavam unir campos como o da física o da espiritualidade através da mecânica quântica, que seriam posteriormente classificadas como "misticismo quântico".
Apesar de utilizarem de teorias do Albert Einstein para apoiar o misticismo quântico, o próprio cientista criticou essa atitute, especialmente por parte de físicos, dizendo que “Nenhum físico acredita nisso. Do contrario não é um físico”. 

## A interpretação de Wigner
Em 1961, o físico Eugene Wigner propôs em seu artigo Remarks on the mind-body question ("Observações na questão mente-corpo") uma relação entre o observador consciente e fenômenos da mecânica quântica, que se tornaria parte da Interpretação de von Neumann-Wigner. Tal interpretação surgiu na tentativa de entender quando o colapso da função de onda aconteceria ao realizar uma medição. A teoria de Wigner era que o colapso apenas aconteceria quando um observador consciente interagisse com um objeto em  superposição, como descrito pelo experimento mental do Amigo de Wigner. Embora fossem posteriormente servir de inspiração para outras mais esotéricas, as ideias de Wigner eram de caráter primordialmente filosófico, não sendo consideradas como "no mesmo espírito" que o misticismo daquelas que inspiraria. Ao final da década de 1970, Wigner já havia reconsiderado sua posição, e rejeitava o papel da consciência na mecânica quântica.

## Apropriação pelo MovimentoNew Age(Nova Era)
Na década de 1970, a cultura New age ("Nova Era") começou a incorporar ideias da mecânica quântica, uma tendência que se iniciou com livros como os de Arthur Koestler, Lawrence LeShan, entre outros que propunham que a área poderia explicar fenômenos da parapsicologia. Na mesma década, o Fundamental Fysiks Group ("Grupo de 'Fysika' Fundamental") emergiu como uma associação de físicos adeptos ao misticismo quântico e praticantes da parapsicologia, meditação transcendental e outras práticas místicas orientais. Inspirado em parte pela interpretação de Wigner, Fritjof Capra, um dos membros do grupo, escreveu, em 1975, o livro O Tao da Física, que popularizaria as místicas visões da Nova Era com relação à física quântica entre o público não-científico. O Fundamental Fysiks Group é visto como um dos agentes responsáveis pela "enorme quantidade de balela pseudocientífica" envolvendo a mecânica quântica.

## Autoajuda, saúde e o misticismo quântico na atualidade
O misticismo quântico foi trazido à tona mais uma vez na atualidade através de obras literárias de autoajuda. O Tao da física é considerado o primeiro livro de misticismo quântico e se tornou um sucesso mundial, traduzido para mais de 23 idiomas e com mais de um milhão de exemplares vendidos. Outro exemplo conhecido internacionalmente é o livro O Segredo, escrito por Rhonda Byrne, um best-seller mundial cuja principal ideia é baseada na Lei da Atração, segundo a qual nossos pensamentos se manifestam na realidade: pensar positivo trará coisas positivas a nossa vida e vice-versa. A autora alude à física quântica como um fundamento científico à Lei da Atração, mas não há, na realidade, quaisquer evidências científicas que apoiem a ideia e, consequentemente, pela sua comum mas falsa associação com conceitos científicos, a Lei da Atração é considerada uma pseudociência.
Outros famosos autores de livros de autoajuda que apelam ao misticismo quântico para dar crédito a suas ideias são o Amit Goswami e o Deepak Chopra. O primeiro viria a criar cursos de "ativismo quântico" nos quais propaga o misticismo relacionado à área. Já o segundo, em suas obras, propõe a "cura quântica", a qual ele afirma (erroneamente) ser baseada nos mesmos conceitos que a mecânica quântica e que pode curar qualquer coisa doença, inclusive o câncer, e até mesmo o envelhecimento. Afirmações como essas, não incomuns na perigosa interseção entre as áreas do misticismo quântico e da saúde, geram críticas por parte de membros da comunidade científica, sobretudo médicos e físicos, mas também de céticos preocupados, a autores como eles.
No Brasil, essas críticas se estendem ao recente fenômeno do "coaching quântico", um dos principais meios pelo qual o misticismo quântico se alastra hoje no país. Livros brasileiros de autoajuda como o DNA Milionário, escrito pela "coach quântica" Elainne Ourives, aluna de um dos cursos de Goswami, prometem ensinar como "reprogramar sua mente e código genético, e 'cocriar' sua realidade" através dos alegados ensinamentos da mecânica quântica. A autora e os outros "coaches quânticos" são criticados não apenas por charlatanismo, mas porque, assim como os de Deepak Chopra, seus "ensinamentos" relacionados à saúde podem ser considerados perigosos e até criminosos. A atuação indevida de profissionais do coaching em outras áreas fora das suas competências, como psicologia, causou uma repercussão nacional tamanha que a proposta de criminalizar a prática no país se tornou oficialmente uma sugestão legislativa após conseguir mais de 20 mil assinaturas no site e-cidadania.

### "Frequências vibracionais"
Um dos conceitos mais conhecidos atualmente baseados no misticismo quântico é o das "frequências vibracionais", inventado por David. R Hawkins, que relacionou sentimentos, comportamentos e "visões de vida" a "frequências" em seu livro Poder Vs. Força, as quais mediu através de uma técnica pseudocientífica chamada cinesiologia aplicada. Sentimentos positivos eram atribuídos por ele "frequências" e "níveis de consciência" mais altos e vice-versa. Embora Rhonda Byrne em O Segredo e entusiastas da Lei da Atração associem as vagas "frequências vibracionais" de Hawkins e sua relação com os nossos sentimentos àquelas de partículas subatômicas para dar uma base científica às ideias, não há qualquer ligação entre os dois conceitos.

## Misticismo quântico e a pandemia do SARS-CoV-2
O misticismo quântico deu base a medicamentos e tratamentos ineficazes contra o vírus, justificou descaso com relação às medidas de segurança e menosprezou a gravidade dele durante a pandemia. Em 2020, duas mulheres estadunidenses afirmaram "não terem a frequência vibracional para contrair o vírus" e que, por isso, não precisavam de máscaras. No Brasil, circularam textos em sites afirmando que o vírus "tem uma vibração de 5,5 Hz e morre acima de 25,5 Hz" e que "para seres humanos com vibrações mais altas, o vírus é uma gripe simples", o que não é verdade, não havendo qualquer relação entre as inexistentes "frequências vibracionais" e o vírus. 
Terapeutas da "Saúde Quântica" também dizem, erroneamente e sem qualquer embasamento científico, que as doenças pulmonares não são causadas pelo vírus SARS-CoV e sim pela tristeza e o medo causados pelo distanciamento social.